# Cessna 177
Die Cessna 177 (auch Cessna Cardinal) ist ein Leichtflugzeug des US-amerikanischen Herstellers Cessna in Wichita (Kansas).

## Technische Merkmale
Die Maschine ist ein einmotoriger Schulterdecker, der Platz für vier Personen bietet. Es handelt sich nicht um die Weiterentwicklung eines vorhandenen Typs, sondern um ein „clean sheet design“, das auf einer völlig neuen Flugzeugzelle basiert. Alleinstellungsmerkmale der Maschine sind das Pendelhöhenruder, ein sehr großes, in der Form von den anderen einmotorigen Cessna-Flugzeugen abweichendes, stark gepfeiltes Seitenleitwerk, die sehr flach stehende Frontscheibe und große, weit hinten angesetzte, freitragende Tragflächen mit Laminarprofil, die mit einigen Änderungen von der stärkeren und größeren Cessna 210 übernommen wurden. Bis auf die erste Version aus dem Jahr 1968 mit feststehendem Fahrwerk und eine Motorleistung von 150 PS (110 kW) verfügen alle Modelle über einen Verstellpropeller. Die RG-Modelle (rectractable gear) verfügen über ein Einziehfahrwerk.

## Geschichte

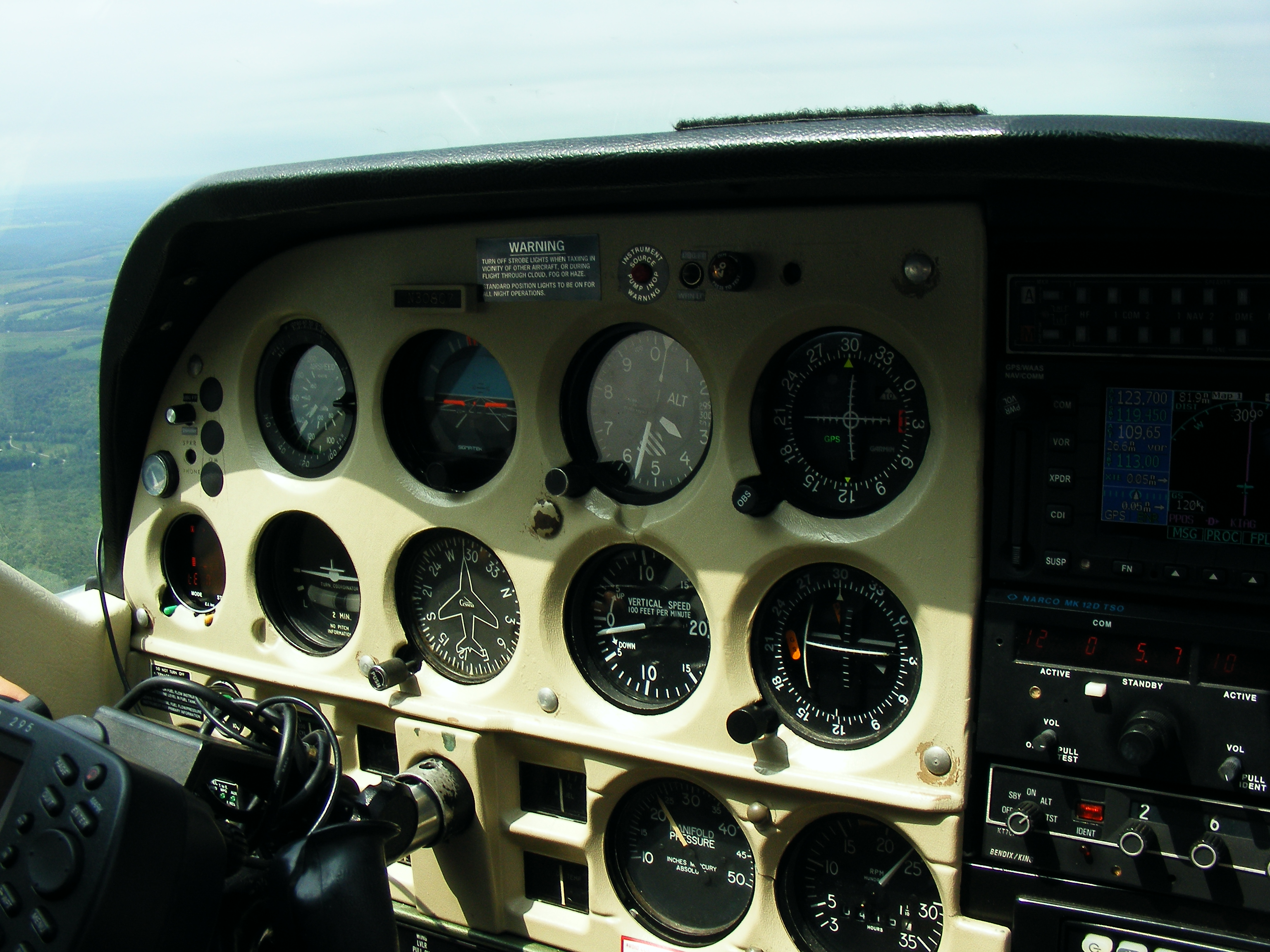
Cockpit der Cessna 177

Als Cessna im Jahre 1967 die 210G Centurion mit einem strebenfreien Trapezflügel vorstellte (der neben einer leicht gesteigerten Geschwindigkeit dem Flugzeug vor allem ein neues, modernes Aussehen verschaffte), war es in den Augen der Cessna-Ingenieure Zeit, das Cessna-Erfolgsmodell Skyhawk (Cessna 172) durch einen modernen Nachfolger abzulösen. Die Konstruktion des neuen Modells trug zunächst den Arbeitstitel „J-Bird“ (eine Ableitung von der Bezeichnung Cessna 172J). Neben einer völlig neuen Zelle kam der neue Trapezflügel der Cessna 210 (mit Laminarprofil und ohne Streben) mit leichten Änderungen zum Einsatz. Um die Sicht des Piloten in der neuen Cessna 177 zu verbessern, wurde der Flügel viel weiter nach hinten gesetzt als dies in der Cessna 172 der Fall war. Um einen sehr großen Schwerpunktbereich zu ermöglichen, fand bei der Cessna 177 als einzigem Flugzeug von Cessna ein sehr weit nach hinten gesetztes, großes Pendelhöhenruder (Stabilator) Verwendung. Das maximale Abfluggewicht der ersten C 177 betrug 1077 kg. Für den Antrieb sorgte zunächst ein Lycoming O-320 mit 150 PS und nicht verstellbarem Propeller. Aufgrund der schwachen Motorisierung, der sehr teuren Herstellung (und dem damit hohem Verkaufspreis) sowie Problemen im Handling der Maschine konnte sich die Cessna 177 nicht gegen die Cessna 172 – deren Produktion weiter aufrechterhalten wurde – durchsetzen.
Bis zum Jahr 1978 wurde die Cessna 177 „Cardinal“ (benannt nach dem Kardinalsvogel, siehe Kardinäle) als hochpreisiges Nischenprodukt in ständig verbesserten Versionen gebaut. So waren die Version 177A (ab 1969) und 177B mit festem Fahrwerk und einer Variante des Lycoming O-360 mit 135 kW (180 PS) ausgerüstet. Ab 1970 kam in der 177B ein Verstellpropeller und ein geändertes Tragflügelprofil zum Einsatz, und die frühen Kinderkrankheiten wurden nahezu vollständig beseitigt.
Ab dem Jahr 1971 wurde eine Version mit Einziehfahrwerk, die C 177RG (Retractable Gear = einziehbares Fahrwerk) gebaut, die als Reims F177RG auch im französischen Reims in Lizenz produziert wurde. Die „RG“ wird von einem Lycoming IO-360 Motor mit 200 PS und „Constant Speed“-Propeller angetrieben. Leistungsmäßig ist die Cessna 177RG zwischen der Piper PA-28 „Arrow“ und den leichteren Mooney-Modellen (mit max. 200 PS) angesiedelt.
Insgesamt wurden von der Cessna 177 bis zum Jahr 1978 2.751 Maschinen mit Festfahrwerk und 1.366 (1.543 inklusive 177 Lizenzbau von Reims) mit Einziehfahrwerk produziert. Die Produktion der RG fand sowohl in Wichita (USA) als auch im Werk von Reims Aviation in der gleichnamigen Stadt in Frankreich statt; die Festfahrwerksversionen wurden nur bei Cessna in Wichita produziert.
Die Cessna Cardinal ist heute sowohl in der Version FG (Fixed Gear = nicht einziehbares Fahrwerk) als auch in der Version RG ein beliebtes und vergleichsweise schnelles Reiseflugzeug. Ein weltweit agierender Club „Cardinal Flyers Online“ verbindet viele Besitzer und Piloten auf der ganzen Welt. Die „Cardinal“ nimmt aufgrund ihrer Exklusivität (relativ geringe Stückzahl, sehr modernes und elegantes Aussehen, vergleichsweise hohe Flugleistungen) innerhalb der Cessna-Produkte einen gewissen Sonderstatus ein.

## Technische Daten

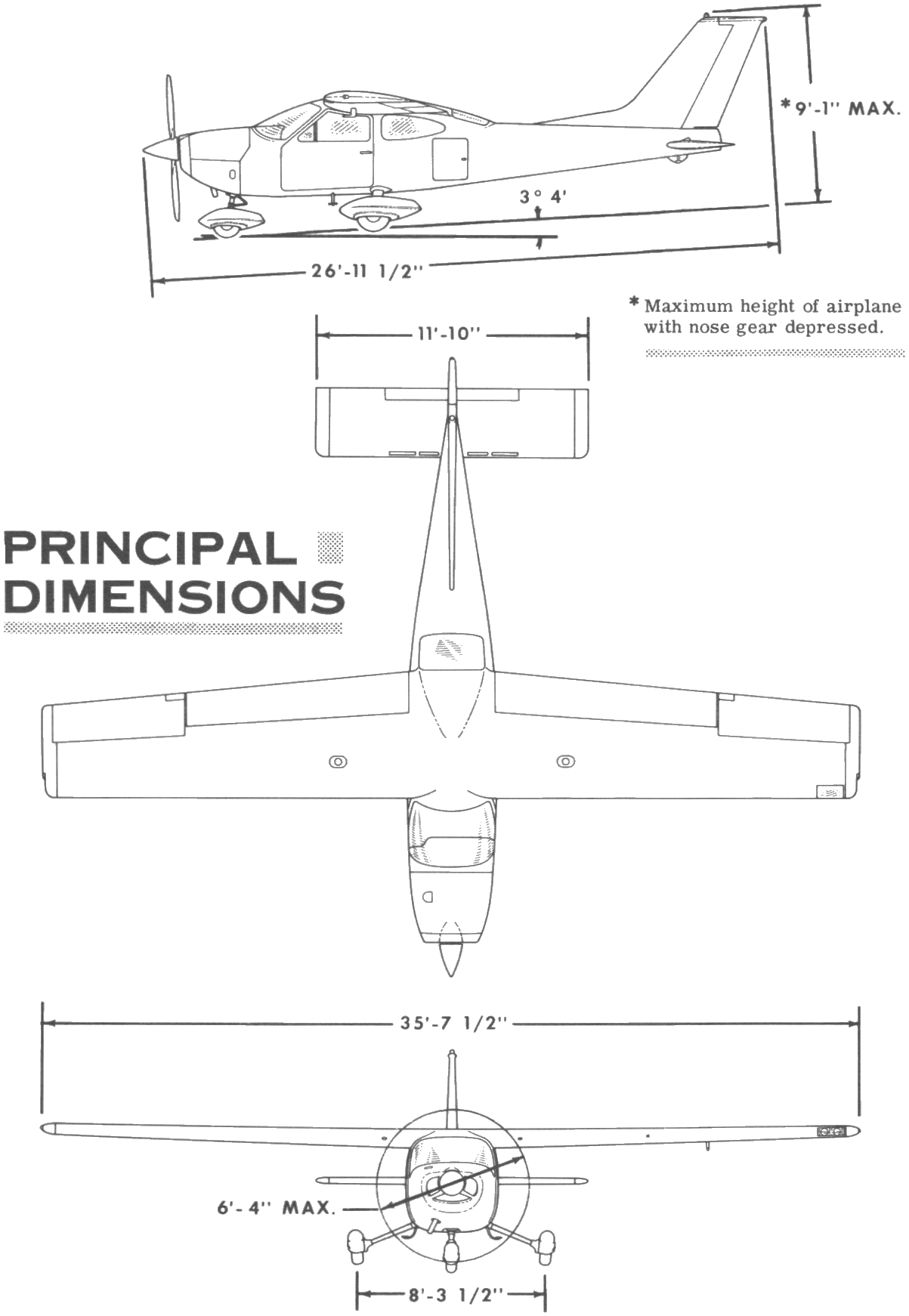
Cessna 177 Cardinal

| Kenngröße             | Daten Cessna 177B                                                    | Daten für Cessna 177 RG (ab Modelljahr 1976)                                        |
| --------------------- | -------------------------------------------------------------------- | ----------------------------------------------------------------------------------- |
| Besatzung             | 1–2                                                                  | 1–2                                                                                 |
| Passagiere            | 2–3                                                                  | 2–3                                                                                 |
| Länge                 | 8,44 m                                                               | 8,44 m                                                                              |
| Spannweite            | 10,82 m                                                              | 10,82 m                                                                             |
| Höhe                  | 2,62 m                                                               | 2,62 m                                                                              |
| Flügelfläche          | 16,2 m²                                                              | 16,2 m²                                                                             |
| Nutzlast              | 280 kg (mit vollem Tank)                                             | 468 kg / 1032 lb (RGII)                                                             |
| Leermasse             | 680 kg                                                               | 801 kg / 1768 lb (RGII)                                                             |
| Treibstoffkapazität   | 189 l / 50 Gallonen                                                  | 227 l / 60 Gallonen                                                                 |
| max. Startmasse       | 1100 kg                                                              | 1270 kg / 2800 lb                                                                   |
| Reisegeschwindigkeit  | 230 km/h                                                             | 274 km/h / 148 kn (auf 7.000 ft bei 75 % Leistung)                                  |
| Höchstgeschwindigkeit | 250 km/h                                                             | 288 km/h / 156 kn (auf Meereshöhe)                                                  |
| Steigrate             | 4,27 m/s                                                             | 4,7 m/s 925 ft/min (auf Meereshöhe bei maximalem Abfluggewicht und ISA Bedingungen) |
| Dienstgipfelhöhe      | 4450 m                                                               | 5212 m / 17.100 ft                                                                  |
| Reichweite            | 1120 km                                                              | 1657 km / 895 NM (maximal, ohne Reserve)                                            |
| Triebwerke            | ein Vierzylinder-Boxermotor Lycoming O-360-A1F6D mit 135 kW (183 PS) | ein Vierzylinder-Boxermotor Lycoming IO-360-A1B6D mit 149 kW (200 PS)               |